# Amade Alaraje
Abu Alabás Amade Alaraje ou Amade Alaraje (1486-1557) foi alcaide de Suz em Marrocos e "rei" de Marraquexe.

## Governador de Suz
Amade Alaraje era o filho mais velho de Abu Abedalá Alcaim.
Em 1511 foi nomeado governador do Suz e jurado como herdeiro em 1512. Em 1517 sucede a seu pai nos territórios do norte do Atlas.

## Rei de Marrocos (Marraquexe)
O "Xarife" Amade Alaraje é vassalo do rei de Fez, mas em 1524, com seu irmão Maomé Axeique, apodera-se de "Marrocos" (que era o nome que os portugueses davam a Marraquexe, donde veio o nome do país). O filho de Maomé Bortucali, rei de Fez, Amade Uatassi, pressionado por chefes religiosos, reúne um exército e avança para a cidade, mas volta logo após o início do cerco, devido a uma revolta de um primo em Fez. Em 1526 Amade Uatassi, novo rei de Fez por morte do seu pai, volta à região de Marraquexe, chegando perto de Tédola, onde se dá a batalha (Julho de 1529).  Mas depois disso fazem a paz. Uma terceira batalha ocorre em 1536, os dois lados reúnem-se em Bu Uqueba, onde Amade Alaraje, vence o rei de Fez (28 de julho de 1536), segundo uns; segundo outros, é sob a pressão religiosa que Amade Uatassi tem que recuar: Os Xarifes Amade Alaraje e seu irmão mais novo Maomé Axeique, combatendo, desde o início, sem concessão, os cristãos (sobretudo portugueses) estabelecidos em Marrocos, são vistos pelas populações como os verdadeiros defensores do Islão. O rei de Fez tem de lhe conceder a soberania sobre Marrocos a partir de Tédola para sul.

## Guerras com o irmão
Até então, os irmãos Xarifes tinham vivido em boa inteligência, o segundo (Maomé Axeique) sendo nominalmente sujeito do primeiro, governando o Suz. Mas em 12 de Março de 1541, Maomé Axeique obtém a grande vitória tão esperada pelos Marroquinos  : uma praça portuguesa é tomada por ele, a Fortaleza de Santa Cruz do Cabo de Gué, (hoje Agadir). Esta vitória confere um prestígio muito importante Maomé Axeique, e na sequencia da distribuição dos despojos encontrados, um conflito nasce entre os dois irmãos, Amade querendo a metade do butim. Ano e meio depois da conquista de Santa Cruz de Cabo de Gué, Amade ataca seu irmão em Ameskroud (fins de 1542, ou princípios de 1543), mas é vencido. Tem então de lhe conceder  o Dar, e libertar o alcaide Mumen, que estava ao serviço de Mohammed, e que tinha aprisionado pouco antes.
Mas, em fins de Junho de 1544, Amade ataca outra vez seu irmão.  Segundo Marmol, a batalha dá-se perto de Marraquexe, em El-Kahira. Mas Pierre de Cenival, citando a Crónica de Santa Cruz, dá por mais certo o colo de Bibaum ("Em cima da serra de Baiban" p. 146). Amade é novamente vencido e refugia-se com seus filhos na zauia de Cide Abedalá ibne Sassi, situada no uádi Tensift.

## Exílio
Maomé Axeique apodera-se de Marraquexe, e exila seu irmão no Tafilete, e depois no Gourara.
Como intrigava com o Oatácida Mohammed al-Qâsrî, antigo rei de Fez, o seu irmão Maomé Axeique, aprisiona-o, e leva-o para Marraquexe em 1554 ou 1555, fazendo degolar três filhos dele.

## Morte
Em 26 de outubro de 1557, depois do assassinato do seu irmão pelos turcos da sua própria guarda, Amade Alaraje, com sete filhos e netos são executados em Marraquexe, pelo governador da cidade Ali ibne Abu Becre Aziqui, para assegurar a coroa a Mulei Abedalá Algalibe.